# Anna Rapagna
Anna Maria Rapagna (* 10. März 1960 in Montreal, Québec; auch als Andi Rapagna bekannt) ist ein kanadisch-US-amerikanisch-italienisches Model und Schauspielerin der 1980er Jahre.

## Leben
Rapagna wurde am 10. März 1960 in Montreal geboren. Ende der 1970er Jahre zog sie in die USA. Dort wurde sie 1978 zur Miss Kalifornien gewählt und vertrat die USA beim Miss-International-Wettbewerb im November 1979 in Japan. Sie konnte den zweiten Platz erreichen und erhielt der folgender Zeit Statistenrolle in einigen Episoden der Fernsehserie Love Boat. Von 1983 bis 1984 trat sie regelmäßig in der auf CBS ausgestrahlten Spieleshow The Price Is Right auf. Später wechselte sie in selber Funktion zum italienischen Ableger OK, Il Prezzo è Giusto!.
Nach ihrer Rückkehr in die USA spielte Rapagna in zwei Episoden der Fernsehserie Das A-Team in der Rolle der Maggie Kendall mit. 1987 erhielt sie eine der weiblichen Hauptrollen als Anführerin der Söldner Maxie Ryder im Actionfilm Black Eagle. Von Nils Bothmann werden ihre schauspielerischen Leistungen in dessen Filmreview für Actionfreunde positiv erwähnt. Im Folgejahr wirkte sie im Film Elvira – Herrscherin der Dunkelheit als Körperdouble mit. 1989 erhielt sie die weibliche Hauptrolle der Marion Sims im Actionfilm Future Force an der Seite von David Carradine. Anschließend zog sie sich aus der Öffentlichkeit zurück.

## Filmografie (Auswahl)
- 1986: Das A-Team (The A-Team, Fernsehserie, 2 Episoden)
- 1987: Black Eagle (The Order of the Black Eagle)
- 1988: Elvira – Herrscherin der Dunkelheit (Elvira: Mistress of the Dark)
- 1989: Future Force